# Kelvinator (ciclismo)
La Kelvinator era una squadra maschile italiana di ciclismo su strada attiva tra i professionisti nel 1968. Il suo sponsor principale è l'omonima azienda di elettrodomestici fondata negli Stati Uniti.
La squadra è stata fondata nel 1968 dagli ex ciclisti Ercole Baldini e Silvano Ciampi. Lucillo Lievore vince il Giro del Belvedere e Vincent Denson vince il GP Vaux. La squadra è stata invitata a partecipare al Giro d'Italia.

## Cronistoria

### Annuario
| Anno | Codice | Nome       | Cat. | Biciclette | Dirigenza                                     |
| ---- | ------ | ---------- | ---- | ---------- | --------------------------------------------- |
| 1968 | -      | Kelvinator | Pro  | ?          | Dir. sportivi: Ercole Baldini, Silvano Ciampi |

## Palmarès

### Grandi Giri
- Giro d'Italia

Partecipazioni: 1 (1968)
Vittorie di tappa: 0
- Tour de France

Partecipazioni: 0
- Vuelta a España

Partecipazioni: 0